# Rapallo
Rapallo este o comună din provincia Genova, regiunea Liguria, Italia, cu o populație de 29.103 locuitori (1 ianuarie 2023) și o suprafață de 33,61 km².
Este o localitate preferată încă din antichitate de bogătașii din nordul Italiei pentru clima sa blândă pe timpul iernii, aceasta fiind datorată orientării localității cu fața spre sud iar pe partea de nord fiind protejată de munți de curenți și vânturi.

## Demografie
Rapallo - evoluția demografică

|  | Graficele sunt indisponibile din cauza unor probleme tehnice. Mai multe informații se găsesc la Phabricator și la wiki-ul MediaWiki. |

Date: Recensăminte sau birourile de statistică - grafică realizată de Wikipedia